# Scott McKenna
Scott Fraser McKenna (født 12. november 1996) er en skotsk professionel fodboldspiller, der spiller for den spanske La Liga-klub Las Palmas og for Skotlands fodboldlandshold som midtback. Han spillede i forårssæsonen 2024 for den danske superligaklub F.C. København på en lejeaftale fra den engelske Premier League-klub Nottingham Forest. 

## Klubkarriere

### Aberdeen
McKenna begyndte sin karriere på Aberdeens akademi og spillede oprindeligt venstre back før han skiftede til positionen som midtback. Han blev i 2016 af skotske The Daily Record kaldt "en af de mest lovende forsvarsspillere i landet".
McKenna fik professionel debut for Aberdeen den 6. februar 2016, da han blev skiftet ind i en kamp mod St Johnstone F.C., og fik debut i startopstillingen den 16. maj samme år i en kamp mod Heart of Midlothian F.C. Den 22. maj 2016 skrev han e ny toårig kontrakt med Aberdeen, hvorefter han i november 2016 blev udlånt til Ayr United for 28 dage; det andet udlån til klubben. Låneaftalen blev senere forlænget til resten af sæsonen.
Kontrakten med Aberdeen blev i oktober 2017 forlænget til 2021. Klubben afviste i januar 2018 tilbud fra Hull City, og den 7. marts 2018 forlængede McKenna med Aberdeen indtil 2023.
Aberdeen afvist i august 2018 et tilbud på £3,5 million for McKenna fra Celtic og senere samme måned et større tilbud fra Aston Villa. I transfervinduet i 2019 afviste Aberdeen tilbud fra Queens Park Rangers og Nottingham Forest efter McKenna havde anmodet om at blive solgt.
McKenna fik en længerevarende skade i en kamp den 29. februar 2020 og var ude en stor del af forårssæsonen 2020.

### Nottingham Forest
Den 23. september 2020 skiftede McKenna til Championship-klubben Nottingham Forest for et ikke oplyst beløb. Aberdeen oplyste, at det var klubbens største salg nogensinde, og prisen er estimeret til £3 million med mulighed for betaling optil £6 millioner.
McKenna fik debut for Forest den 25. september 2020 i et 1–0 nederlag til Huddersfield Town. Han blev valgt til "Forest's Player of the Season" i 2021-22 sæsonen, hvor klubben rykkede op i Premier League. McKenna sad i store del af 2022-23 sæsonen ude med skader.

### F.C. København
Den 30. januar 2024 blev det offentliggjort, at F.C. København havde indgået en lejeaftale med Nottingham Forrest om leje af McKenna for forårssæsonen 2024. 
McKennas kontrakt med Nottingham Forrest udløb den 30. juni 2024 og blev ikke forlænget. Lejeaftalen med F.C. København udløb ligeledes. McKenna opnåede 15 kampe for FCK, heraf to i Champions League 1/8-finalen mod Manchester City.

### UD Las Palmas
Efter kontraktudløbet i Nottingham Forrest skrev McKenna kontrakt med spanske Las Palmas.

## Landsholdskarriere
McKenna har spillet en række kampe for Skotlands U/19-landshold, heraf kampe som anfører og fik debut på U/21-holdet i september 2017.
Han blev udtaget til A-landsholdet i marts 2018, og fik debut den 23. marts 2018. I sin fjerde kamp for Skotland, den 2. juni 2018, spillede kan som anfører for landsholdet. Han deltog endvidere ved EM i 2024, hvor han spillede i Skotlands tre gruppespilskampe.